# ISD-Jorbi
ISD–Jorbi Continental Team (ИСД-Жорби, код UCI: ISD) — украинская велокоманда, существовавшая в 2006—2017 годах. Базировалась в городе Донецке, имела континентальную лицензию и выступала преимущественно в гонках Европейского тура UCI.

## История
Команда была основана в 2006 году на базе донецкого Спортивного клуба ИСД, финансируемого Индустриальным союзом Донбасса. Изначально носила название «Альфа-Спорт-Донецк» и ориентировалась на трековых велогонщиков, в частности толчком к её созданию послужили победы донецкого гонщика Владимира Рыбина, который побеждал на чемпионате мира и Кубке мира, но при этом не всегда имел возможность выехать на важные соревнования со сборной Украины. В 2007 году команда переквалифицировалась в шоссейную, получив континентальный статус.
Должность спортивного директора команды практически на протяжении всего времени её существования занимал выдающийся донецкий тренер по велоспорту, заслуженный тренер Украины Николай Мырза. Одним из главных лидеров континентальной ISD являлся титулованный гонщик Виталий Попков, одержавший в её составе множество побед.
В 2009—2011 годах команда по сути являлась фарм-клубом украино-итальянского проконтинентального проекта ISD-Neri, так же спонсируемого Индустриальным союзом Донбасса и выступавшего на более высоком уровне, затем в период 2011—2012 годов находилась в партнёрских отношениях с другой итальянской командой Lampre-ISD, имевшей лицензию ПроТура. В 2016 году заключила контракт с новым титульным спонсором, португальским производителем велосипедов Jorbi. По окончании сезона 2017 года команда была расформирована.

## Победы
2008
Ля Ру Туранжель, Виталий Кондрут
4 этап Le Triptyque des Monts et Châteaux, Юрий Агарков
2 этап Флеш дю Сюд, Денис Костюк
2009
Генеральная классификация Тур Секейского края, Виталий Попков
1 этап Виталий Попков
2010
 Чемпионат Украины, групповая гонка, Виталий Попков
 Чемпионат Украины, разделка, Виталий Попков
Омлоп ван хет Васланд, Денис Флао
Гран-при Денена, Денис Флао
Гран-при Донецка, Виталий Попков
Генеральная классификация Гран-при Адыгеи, Виталий Попков
Пролог и 3 этап Виталий Попков
1 этап Александр Шейдик
3 этап Пять колец Москвы, Виталий Попков
Гран-при Таллин — Тарту, Денис Флао
Гран-при Ругаланна, Виталий Попков
1 этап Тур Секейского края, Виталий Попков
3 и 4a этапы, Александр Шейдик
4b этап, Юрий Агарков
3 этап Тур Пиренеев, Александр Шейдик
2011
Гран-при Донецка, Юрий Агарков
2 и 5 этапы Гран-при Адыгеи, Александр Мартыненко
Гран-при Москвы, Александр Мартыненко
2 этап Велотур Сибиу, Максим Васильев
2012
1 этап Гран-при Сочи, Анатолий Пахтусов
Гран-при Москвы, Виталий Попков
Race Horizon Park, Виталий Попков
3 этап Тур Румынии, Максим Васильев
6 этап Course de la Solidarité Olympique, Виталий Попков
4 этап (ITT) Dookoła Mazowsza, Виталий Попков
Генеральная классификация Тур Секейского края, Виталий Попков
2 этап, Анатолий Пахтусов
2013
1 этап Гран-при Сочи, Виталий Попков
Гран-при Донецка, Анатолий Пахтусов
2 этап Гран-при Адыгеи, Виталий Попков
3 этап Azerbaijan International Cycling Tour, Виталий Попков
Генеральная классификация Course de la Solidarité Olympique, Виталий Попков
1 этап, Виталий Попков
3 этап (ITT) Тур Секейского края, Виталий Попков
2014
6 этап Гран-при Сочи, Максим Васильев
2017
Кубок Минска, Егор Дементьев